# Страхиња Бановић (филм из 2021)
Страхиња Бановић је филмска драма из 2021. године у режији Стефана Арсенијевића. Модерна је прича о Бановићу Страхињи, јунаку српских епских народних песама, која прати млади брачни пар из Гане који живи као избеглице у Београду.
Премијерно је приказан 23. августа 2021. године на Међународном филмском фестивалу у Карловим Варима, док је 13. октобра 2022. године пуштен у биоскопе у Србији.

## Радња
Филм је модерна адаптација чувене народне епске песме Бановић Страхиња смештена у савремени контекст избегличке кризе.
Главни јунак је млади мигрант из Африке који је, у жељи да се што боље уклопи у нову средину, узео српско име Страхиња.
Са својом женом Абабуо живи у избегличком кампу у Крњачи, док нови талас избеглица, међу којима је и харизматични Али, не унесе немир у њихов живот.

## Улоге
| Глумац            | Улога          |
| ----------------- | -------------- |
| Ибрахим Кома      | Страхиња       |
| Ненси Менса Офеи  | Абабуо         |
| Максим Калил      | Али            |
| Рами Фарах        | дервиш         |
| Небојша Дугалић   | таксиста       |
| Славиша Чуровић   | Аца            |
| Страхиња Блажић   | Урош           |
| Башар Рахал       | сиријски отац  |
| Соулафа Оаиших    | сиријска мајка |
| Рехам Алкасар     | сиријска ћерка |
| Јелена Михајловић |                |
| Светла Манчева    |                |

## Награде
У августу 2021. освојио је пет награда у оквиру главног такмичарског програма 55. Међународног филмског фестивала у Карловим Варима, укључујући и најважнију награду фестивала, гран-при Кристални глобус за најбољи филм.
На 37. Међународном филмском фестивалу у Монсу у Белгиј  Стефану Арсенијевићу, Бојану Вулетићу и Николи Дикреју додељена је награда за најбољи сценарио.